# Tiêu Vũ Lương
Tiêu Vũ Lương (giản thể: 肖宇梁, phồn thể: 肖宇梁, bính âm: Xiāo Yǔliáng, sinh ngày 23 tháng 1 năm 1995) là một nam ca sĩ, diễn viên, vũ công người Trung Quốc. Anh là cựu thành viên của nhóm nhạc nam Zero-G do White Media thành lập và quản lý.

## Tiểu sử
- Tiêu Vũ Lương sinh ngày 23 tháng 1 năm 1995 trong một gia đình có truyền thống võ học, và đã học võ từ những năm tiểu học. Tiêu Vũ Lương được cha dạy cho nhiều chiêu thức võ thuật từ khi còn nhỏ.
- Năm 2007, anh bắt đầu học khiêu vũ Latin vào năm 12 tuổi. Cùng năm đó, anh được nhận vào học tại Học viện Nghệ thuật tỉnh Cam Túc để đào tạo về khiêu vũ chuyên nghiệp.
- Năm 2011, anh nhận vào học tại Đại học Tứ Xuyên, bậc cử nhân, chuyên ngành khiêu vũ.
- Năm 2015, Tiêu Vũ Lương được nhận vào học cao học tại Học viện Vũ đạo của trường Đại học Dân tộc Trung ương Trung Quốc với điểm thi đầu vào đứng nhất ở cả phần văn hóa lẫn chuyên ngành. Anh thôi học một thời gian sau đó.
- Năm 2018, anh tham gia workshop về diễn xuất của Lưu Thiên Trì (刘天池), và bắt đầu theo đuổi con đường diễn xuất từ đó.

## Sự nghiệp
- Tiêu Vũ Lương ra mắt với vai trò là thành viên nhóm nhạc Zero-G, vào ngày 4 tháng 1 năm 2016 với mini album đầu tiên "ZeroGravity".[1] Anh tham gia concert đầu tiên của nhóm vào ngày 26 tháng 10 năm 2016.
- Ngày 15 tháng 9 năm 2018, anh ký hợp đồng diễn viên trực thuộc Linh Hà Văn Hóa. Trong sự nghiệp diễn xuất của mình, Tiêu Vũ Lương lần đầu tiên xuất hiện với vai trò diễn viên phụ trong "Trạch Thiên Ký" (2017), thủ vai Trang Hoán Vũ.[2]
- Tiếp đó, anh đóng vai khách mời Trương Khởi Linh trong web drama "Đạo Mộ Bút Ký: Sa Hải" (2018).[3]
- Năm 2019, Tiêu Vũ Lương xuất hiện trong web-drama ngắn "Nụ cười của cậu ấy" với vai chính Khải Thái, thành viên một nhóm nhạc.[4] Tháng 12 năm 2019, Tiêu Vũ Lương tiếp tục xuất hiện trong "Thiên hạ phản biện" với vai diễn Miro đáng yêu.[5]
- Năm 2020, anh tiếp tục nhận vai Trương Khởi Linh trong web drama "Chung cực bút ký".[6] Đây là lần thứ hai anh diễn vai này, và nhận về nhiều phản hồi tích cực.[7]
- Tháng 6 năm 2020, Tiêu Vũ Lương cho ra mắt đĩa đơn đầu tiên Phố Đêm (夜街).[8]

## Phim ảnh

### Phim truyền hình
| Năm  | Tên phim                                           | Vai diễn                  | Ghi chú |
| ---- | -------------------------------------------------- | ------------------------- | ------- |
| 2017 | Trạch Thiên Ký (择天记)                            | Trang Hoán Vũ (庄换羽)    | Cameo   |
| 2018 | Sa hải (沙海)                                      | Trương Khởi Linh (张起灵) | Cameo   |
| 2019 | Nụ cười của cậu ấy (他的微笑)                      | Khởi Thái (启太)          |         |
| 2019 | Thiên hạ phản biện (反骗天下)                      | Miro / Mễ Nhược (米若)    |         |
| 2020 | Chung cực bút ký (终极笔记)                        | Trương Khởi Linh (张起灵) |         |
| 2022 | Trợ lý thiên vương (天王助理)                      | Triệu Nghị (赵毅)         | Vai phụ |
| 2022 | Nhân duyên đại nhân xin dừng bước (姻缘大人请留步) | Hứa Vân Xuyên (许云川)    | Vai phụ |
| 2022 | Một tôi khác trên thế giới này (世界上另一个你)    | Mã Tử Hiên (马子轩)       |         |

### Phim điện ảnh
| Năm  | Tên phim                           | Vai diễn       | Ghi chú   |
| ---- | ---------------------------------- | -------------- | --------- |
| 2021 | Walking To The Moon (被召唤的少年) | An Ninh (安宁) | Phim ngắn |

## Âm nhạc
| Ngày phát hành | Tựa đề                                    | Album / Ghi chú                    |
| -------------- | ----------------------------------------- | ---------------------------------- |
| 01/2016        | Zero Gravity                              | Zero Gravity (Cùng với Zero-G)     |
| 01/2016        | Alone emergency (孤单告急)                | Zero Gravity (Cùng với Zero-G)     |
| 01/2016        | Ten Tens (十分之十)                       | Zero Gravity (Cùng với Zero-G)     |
| 01/2016        | Không nói từ bỏ được không (不说放弃好吗) | Zero Gravity (Cùng với Zero-G)     |
| 12/2016        | Thiên thiên niệm niệm (天天念念)          | Đĩa đơn đặc biệt (Cùng với Zero-G) |
| 06/2019        | Ánh sáng vĩnh hằng (永恒的光)             | OST Nụ cười của cậu ấy             |
| 06/2020        | Phố Đêm (夜街)                            | Đĩa đơn                            |
| 03/2022        | Bao Phủ (婆娑)                            | Đĩa đơn                            |

## Chương trình tạp kỹ
| Năm        | Tựa đề                                       | Ghi chú                     |
| ---------- | -------------------------------------------- | --------------------------- |
| 03/03/2016 | Dazzling Music from Frontline (炫動音楽前線) | Khách mời                   |
| 27/04/2016 | Here you go, Mr. Charming (小鮮肉拿走不謝)   | Khách mời                   |
| 30/07/2016 | Youth Story (青春総動員)                     | Thành viên nhóm nhạc Zero-G |
| 06/09/2020 | A healing journey for friends (跟我走吧朋友) | Biểu diễn                   |
| 30/10/2021 | Honor of Kings (王者荣耀)                    | Biểu diễn                   |